# Macchina a rotori di Hebern

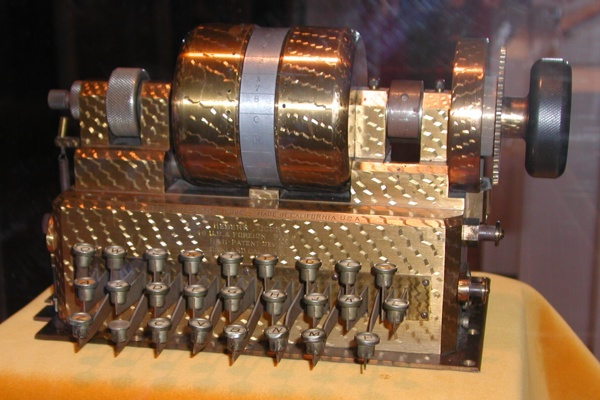
Una macchina di Hebern con un solo rotore.

La macchina a rotori di Hebern fu un dispositivo crittografico elettro-meccanico inventata nel 1917 dallo statunitense Edward Hugh Hebern e da lui brevettata nel 1918. La macchina combinava parti meccaniche ed elettriche di diverse macchine da scrivere dell'epoca, unite da un sistema che rimescolamento delle lettere contenute nei rotori della macchina stessa.
La macchina di Hebern fu il primo esempio di macchina a rotori, una classe di dispositivi cifranti che ebbe molta diffusione durante la Seconda guerra mondiale ma anche dopo, e che includeva macchine famose quali la tedesca Enigma.